# 定鼎
定鼎（ていてい）は、五胡十六国時代、翟魏の君主翟釗の治世で使用された元号。391年 - 392年。神鼎とも作る。

## 西暦・干支との対照表
| 定鼎 | 元年  | 2年   |
| 西暦 | 391年 | 392年 |
| 干支 | 辛卯  | 壬辰  |